# صبغي 16
الصبغي البشري السادس عشر (بالإنجليزية: Chromosome 16)‏ وهو أحد ثلاثة وعشرين زوجاً صبغياً بشرياً، والشخص الطبيعي يملك زوجاً من هذا الصبغي ورث أحدهما عن أبيه والآخر من أمه، ويحوي الصبغي 16 حوالي 90 مليون زوجاً من نيكليوتيدات الدنا ويمثل تقريباً 3% من الدنا الخلوي , وقد يحوي ما بين 850 إلى 1200 مورثة من أصل 20 إلى 25 ألف مورثة يقدر وجودها في الإنسان.